# كليشة

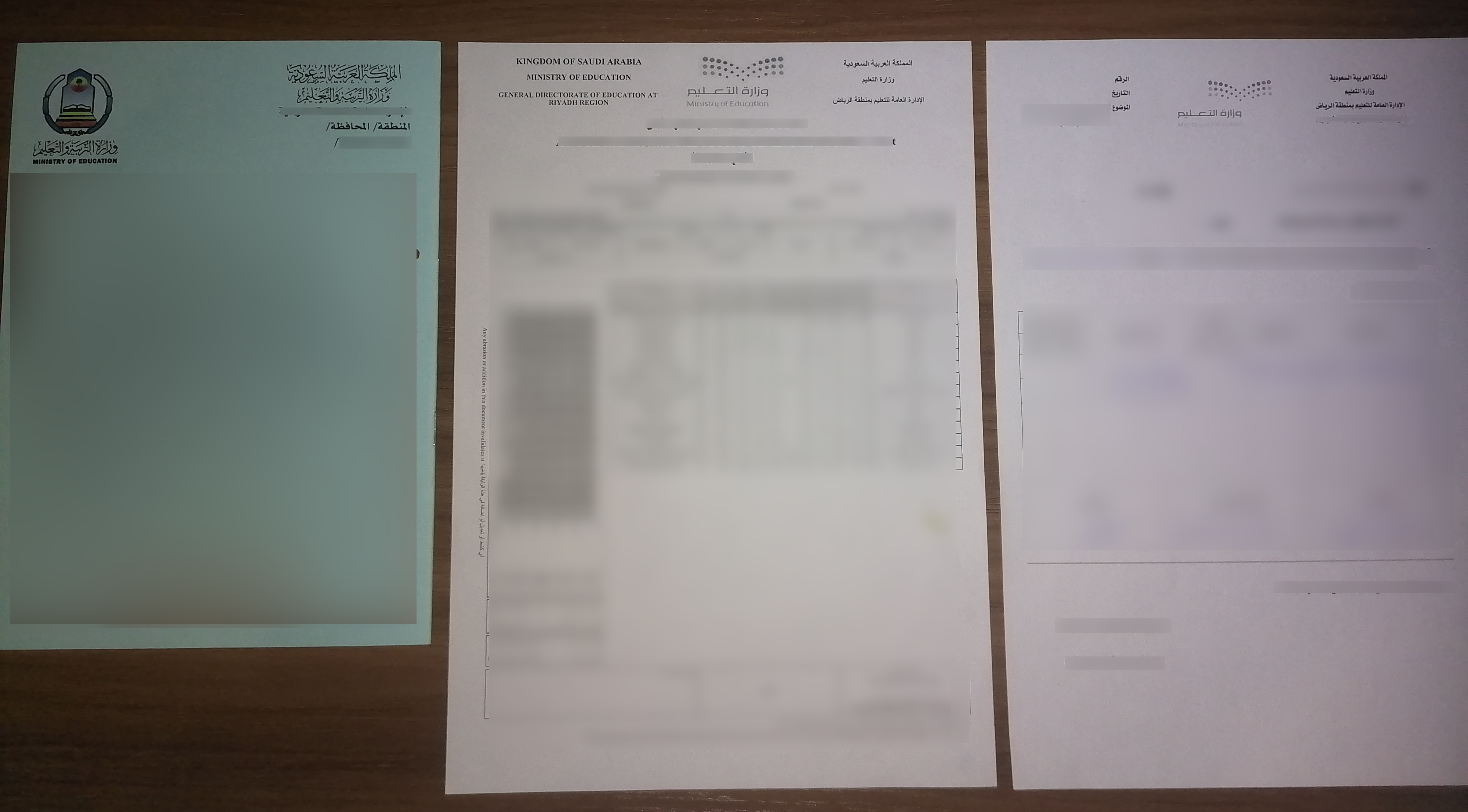
مجموعة وثائق رسمية تحتوي على "كليشة" في أعلاها

الروسم أو الكليشة (بالروسية: клише) (بالفرنسية: cliché)‏ هو مصطلح متعدد المعاني، يقصد به عموماً الشيء كثير التكرار، لكن حينما يستخدم في الأمور الطباعية فيقصد به غالباً القوالب والعبارات التقليدية كثيرة الاستخدام المخصصة للوثائق والمستندات الرسمية.